# Maray (Morropón)
Maray es un caserío peruano ubicado en el distrito de Santa Catalina de Mossa, perteneciente a la provincia de Morropón del departamento de Piura, al norte del Perú. 

## Ubicación
Maray se ubica al norte de la provincia de Morropón, en el distrito de Santa Catalina de Mossa, en el departamento de Piura.

## Demografía
En 2017 Maray tenía una población de 329 habitantes.